# Pigloo
 (mai 2008).
Si vous disposez d'ouvrages ou d'articles de référence ou si vous connaissez des sites web de qualité traitant du thème abordé ici, merci de compléter l'article en donnant les références utiles à sa vérifiabilité et en les liant à la section « Notes et références ».
Pigloo est un bébé manchot d'animation 3D qui chante et le personnage principal d'un projet de bubblegum dance. Il a été créé par Philippe Kassenbeck dans le courant de l'année 2005, pour la naissance de sa première fille. Il est produit sur son label Vox Gramophone, avant en 2006 d'être signé en licence chez M6 et Scorpio. Il est notamment connu en France pour ses titres Le Papa pingouin ou encore Le Ragga des pingouins. Quatre albums ont été commercialisés : La Banquise et Le Noël de Pigloo en France, Heisszeit et Beijos de Esquimò à l'étranger.

## La Banquise(2006)
Le 4 mars 2006, le premier single de Pigloo, intitulé Le papa pingouin sort dans les bacs en France, et la première semaine de son exploitation, la chanson atteint la 3e position du Top 50. Trois semaines plus tard, le single est premier et n'y bouge pas pendant 3 semaines. Le papa pingouin reste 27 semaines dans le Top 100 des singles les plus vendus en France et le titre est 6e en Belgique francophone et 24e en Suisse. Le single est certifié disque de platine avec un peu plus de 300 000 exemplaires vendus.